# László Szentjóbi Szabó
László Szentjóbi Szabó (22. června 1767, Ottomány, dnes Osmani v Rumunsku – 6. října 1795, Kufstein) byl maďarský preromantický básník a dramatik.

## Život
Pocházel z drobné šlechty, studoval v Debrecínu a na škole začal psát básně. Po skončení studia byl roku 1786 jmenován učitelem v Nagyváradu (dnes Oradea v Rumunsku), kde jej v jeho básnické tvorbě podpořil klasicistní básník Dávid Baróty-Sabó. V roce 1789 byl přijat na gymnázium v Nagybánye (dnes Baia Mare v Rumunsku), odkud odešel studovat práva do Pešti, pracoval v různých funkcích a roku 1794 se stal tajemníkem kancléře Sedmihradska, hraběte Sámuela Telekiho. V tom samém roce se účastnil spiknutí uherských jakobínů ovlivněných myšlenkami Francouzské revoluce, jehož cílem bylo svrhnutí Habsburků a vytvoření republiky. Byl odsouzen k smrti, ale později mu byl trest změněn na vězení na hradě v Kufsteinu, kde také zemřel ve věku pouhých dvaceti osmi let.

## Dílo
Szentjóbi Szabó je jedním z nejvýraznějších maďarských sentimentálních básníků. Své básně, z nichž mnohé se vyznačují písňovou formou, vydával nejprve časopisecky. Jako josefinista v mnohých z nich vyjadřoval podporu prostému lidu. Roku 1791 uveřejnil v Pešti sbírku básní Szent-Jóbi Szabó László költeményes munkái (Básnické práce Lászla Szenta-Szabóa) a roku 1792 drama Mátyás király (Král Matyáš). Je rovněž autorem zlomku románu Első Mária magyar királyné élete (1792, Život maďarské královny Marie I.) a oceňované adaptace Rousseauova románu Emil aneb O výchově pod názvem Kivánság (Přání).